# PEC Zwolle in het seizoen 1971/72
Het seizoen 1971/1972 was het 61e jaar in het bestaan van de Zwolse voetbalclub PEC Zwolle. De club kwam voor het eerst in haar bestaan uit in de Eerste divisie en neemt ook deel aan het toernooi om de KNVB beker. Dit was het eerste seizoen dat de club uitkomt onder de naam PEC Zwolle. De naam van de stad is er bij gevoegd om een professionelere uitstraling te krijgen.

## Wedstrijdstatistieken

### Oefenduels
| Datum + plaats      | Wedstrijd                          | Uitslag       | Scoreverloop |
| ------------------- | ---------------------------------- | ------------- | --- |
| 24 juli 1971 Zwolle | PEC Zwolle – Sallands streekelftal | 8 – 1 (1 – 0) | Arno van den Bosch, Jan Rorije (2x), Pepe Fernandez, Fons Stoffels, Lody Kragt, Puck van der Horst                    |
| 28 juli 1971 Zwolle | PEC Zwolle – DWS                   | 3 – 3 (1 – 0) | PEC Zwolle: Frits Flinkevleugel (e.d.), Fons Stoffels, Herman Heskamp DWS: Chris Dekker, Jaap Visser, Gerrie Deijkers |

### Eerste divisie
| 1e speelronde | Wageningen | 2 – 0 (0 – 0) | PEC Zwolle                                                    | Opstelling PEC Zwolle: |  |
| 15 augustus 1971 Aanvangstijd: --:-- uur Plaats: Wageningen Stadion de Wageningse Berg Toeschouwers: 5.500 Scheidsrechter: Gerrit Berrevoets | Henny Roelofs (pen) 71' Gerdo Hazelhekke (pen) 83' |               |                                                               | |  |
| 2e speelronde | PEC Zwolle | 3 – 3 (0 – 0) | FC VVV                                                        | Opstelling PEC Zwolle: |  |
| 18 augustus 1971 Aanvangstijd: --:-- uur Plaats: Zwolle Oosterenkstadion Toeschouwers: 5.500 Scheidsrechter: Siem Wellinga                   | Pepe Fernandez 53' Henk Liotart 58' Fons Stoffels 66' |               | 68' Wim Verhoeven 80' (pen) Harrie Heijnen 87' Harrie Heijnen | |  |
| 3e speelronde | PEC Zwolle | 0 – 0 (0 – 0) | Roda JC                                                       | Opstelling PEC Zwolle: |  |
| 22 augustus 1971 Aanvangstijd: --:-- uur Plaats: Zwolle Oosterenkstadion Toeschouwers: 7.000 Scheidsrechter: Henk Weerink                    | |               |                                                               | |  |
| 4e speelronde | AZ '67 | 3 – 1 (2 – 0) | PEC Zwolle                                                    | Opstelling PEC Zwolle: |  |
| 25 augustus 1971 Aanvangstijd: --:-- uur Plaats: Alkmaar Alkmaarderhout Toeschouwers: 5.000 Scheidsrechter: Ad Boogaerts                     | Dick Twisk 9' Dick Twisk 12' Gerard Vredenburg 70' |               | 90' Ben Spanhaak                                              | |  |
| 5e speelronde | Heerenveen | 3 – 0 (1 – 0) | PEC Zwolle                                                    | Opstelling PEC Zwolle: |  |
| 29 augustus 1971 Aanvangstijd: --:-- uur Plaats: Heerenveen Sportpark Noord Toeschouwers: 6.000 Scheidsrechter: Ben Hoppenbrouwer            | Thomas Haan 45' Teun Kist (pen) 78' Thomas Haan 86' |               |                                                               | |  |
| 6e speelronde | PEC Zwolle | 1 – 2 (0 – 0) | De Volewijckers                                               | Opstelling PEC Zwolle: |  |
| 5 september 1971 Aanvangstijd: --:-- uur Plaats: Zwolle Oosterenkstadion Toeschouwers: 3.000 Scheidsrechter: Henk van Dijken                 | Jan Rorije 68' |               | 72' Bob de Jongh 85' Bob de Jongh                             | |  |
| 7e speelronde | De Graafschap | 2 – 3 (0 – 3) | PEC Zwolle                                                    | Opstelling PEC Zwolle: |  |
| 12 september 1971 Aanvangstijd: --:-- uur Plaats: Doetinchem Stadion De Vijverberg Toeschouwers: 5.500 Scheidsrechter: Schuurman             | André van der Ley 58' Guus Hoevenberg 62' |               | 7' Fons Stoffels 27' Fons Stoffels 35' Fons Stoffels          | |  |
| 8e speelronde | PEC Zwolle | 2 – 2 (0 – 2) | Heracles                                                      | Opstelling PEC Zwolle: |  |
| 19 september 1971 Aanvangstijd: --:-- uur Plaats: Zwolle Oosterenkstadion Toeschouwers: 5.000 Scheidsrechter: Frans Derks                    | Herman Heskamp 52' Pepe Fernandez 64' |               | 19' André Hulshorst 31' Jan Veneberg                          | |  |
| 9e speelronde | Willem II | 1 – 1 (0 – 1) | PEC Zwolle                                                    | Opstelling PEC Zwolle: |  |
| 26 september 1971 Aanvangstijd: --:-- uur Plaats: Tilburg Gemeentelijk Sportpark Tilburg Toeschouwers: 2.000 Scheidsrechter: Henk Geurens    | Gerard Wielaert 48' |               | 36' Henk Liotart                                              | |  |
| 10e speelronde | PEC Zwolle | 0 – 1 (0 – 0) | Veendam                                                       | Opstelling PEC Zwolle: |  |
| 3 oktober 1971 Aanvangstijd: --:-- uur Plaats: Zwolle Oosterenkstadion Toeschouwers: 5.000 Scheidsrechter: Cees de Bruin                     | |               | 55' Jan Blijham                                               | |  |
| 11e speelronde | SVV | 1 – 0 (0 – 0) | PEC Zwolle                                                    | Opstelling PEC Zwolle: |  |
| 9 oktober 1971 Aanvangstijd: --:-- uur Plaats: Schiedam Sportpark Harga Toeschouwers: 3.000 Scheidsrechter: Jan Beck                         | Wim Mulder 52' |               |                                                               | |  |
| 12e speelronde | Helmond Sport | 1 – 1 (1 – 1) | PEC Zwolle                                                    | Opstelling PEC Zwolle: |  |
| 24 oktober 1971 Aanvangstijd: --:-- uur Plaats: Helmond Stadion De Braak Toeschouwers: 1.500 Scheidsrechter: Adrianus Aalbrecht              | Louis Burhenne 7' |               | 30' Jan Rorije                                                | |  |
| 13e speelronde | PEC Zwolle | 4 – 0 (2 – 0) | Fortuna Vlaardingen                                           | Opstelling PEC Zwolle: |  |
| 31 oktober 1971 Aanvangstijd: --:-- uur Plaats: Zwolle Oosterenkstadion Toeschouwers: 4.500 Scheidsrechter: Frans Vermeij                    | Lody Kragt (pen) 29' Puck van der Horst 44' Henk Liotart 70' Jan Rorije 74'                                                                                    |               |                                                               | |  |
| 14e speelronde | Eindhoven | 0 – 0         | PEC Zwolle                                                    | Opstelling PEC Zwolle: |  |
| 7 november 1971 Aanvangstijd: --:-- uur Plaats: Eindhoven Jan Louwersstadion Toeschouwers: 7.500 Scheidsrechter: Theo Boosten                | |               |                                                               | |  |
| 15e speelronde | PEC Zwolle | 2 – 0 (0 – 0) | Fortuna SC                                                    | Opstelling PEC Zwolle: |  |
| 14 november 1971 Aanvangstijd: --:-- uur Plaats: Zwolle Oosterenkstadion Toeschouwers: 4.500 Scheidsrechter: Piet Schouwenaars               | Puck van der Horst 77' Herman Heskamp 89' |               |                                                               | |  |
| 16e speelronde | SC Cambuur | 0 – 2 (0 – 0) | PEC Zwolle                                                    | Opstelling PEC Zwolle: |  |
| 21 november 1971 Aanvangstijd: --:-- uur Plaats: Leeuwarden Cambuurstadion Toeschouwers: 2.000 Scheidsrechter: Schuurman                     | |               | 68' Lody Kragt 89' Henk Liotart                               | |  |
| 17e speelronde | PEC Zwolle | 1 – 0 (0 – 0) | Blauw Wit                                                     | Opstelling PEC Zwolle: |  |
| 28 november 1971 Aanvangstijd: --:-- uur Plaats: Zwolle Oosterenkstadion Toeschouwers: 4.000 Scheidsrechter: Ad Boogaerts                    | Herman Heskamp 70' |               |                                                               | |  |
| 18e speelronde | DFC | 2 – 0 (0 – 0) | PEC Zwolle                                                    | Opstelling PEC Zwolle: |  |
| 5 december 1971 Aanvangstijd: --:-- uur Plaats: Dordrecht Stadion Krommedijk Toeschouwers: n.n.b. Scheidsrechter: Koen Brouwer               | Chris Bouman 50' Ab van Oorschot 72' |               |                                                               | |  |
| 19e speelronde | PEC Zwolle | 2 – 0 (0 – 0) | HVC                                                           | Opstelling PEC Zwolle: |  |
| 12 december 1971 Aanvangstijd: --:-- uur Plaats: Zwolle Oosterenkstadion Toeschouwers: 4.000 Scheidsrechter: Arie van Gemert                 | Lody Kragt (pen) 55' Henk Liotart 87' |               |                                                               | |  |
| 20e speelronde | Haarlem | 4 – 0 (2 – 0) | PEC Zwolle                                                    | Opstelling PEC Zwolle: |  |
| 19 december 1971 Aanvangstijd: --:-- uur Plaats: Haarlem Haarlemstadion Toeschouwers: 2.000 Scheidsrechter: Piet van Gastel                  | Joop Burgers 35' Joop Burgers 40' Tonnie Nieuwenhuys 80' Gerrie de Goede 83'                                                                                   |               |                                                               | |  |
| 21e speelronde | PEC Zwolle | 1 – 1 (1 – 0) | Haarlem                                                       | Opstelling PEC Zwolle: |  |
| 26 december 1972 Aanvangstijd: --:-- uur Plaats: Zwolle Oosterenkstadion Toeschouwers: 6.000 Scheidsrechter: Bentvelzen                      | Jan Hoogendoorn 37' |               | 48' Tonnie Nieuwenhuys                                        | |  |
| 22e speelronde | PEC Zwolle | 0 – 1 (0 – 1) | AZ '67                                                        | Opstelling PEC Zwolle: |  |
| 2 januari 1972 Aanvangstijd: --:-- uur Plaats: Zwolle Oosterenkstadion Toeschouwers: 4.500 Scheidsrechter: Jan Beck                          | |               | 15' Eddy Schaafstra                                           | |  |
| 23e speelronde | FC VVV | 1 – 2 (0 – 0) | PEC Zwolle                                                    | Opstelling PEC Zwolle: |  |
| 16 januari 1972 Aanvangstijd: --:-- uur Plaats: Venlo De Kraal Toeschouwers: 5.000 Scheidsrechter: Joop Vervoort                             | Jan Verbong 72' |               | 66' Bertus van Effrink 78' Jan Hoogendoorn                    | |  |
| 24e speelronde | Roda JC | 1 – 0 (0 – 0) | PEC Zwolle                                                    | Opstelling PEC Zwolle: |  |
| 6 februari 1972 Aanvangstijd: --:-- uur Plaats: Kerkrade Gemeentelijk Sportpark Kaalheide Toeschouwers: 7.500 Scheidsrechter: Henk Klopper   | Hans Zuidersma 88' |               |                                                               | Post, Van Effrink, Schubert, Spanhaak, Hendriks, Liotart, Stoffels (62' Bisschop), Drost (62' Bosch), Kragt, Hoogendoorn, Rorije |  |
| 25e speelronde | PEC Zwolle | 4 – 1 (1 – 1) | SVV                                                           | Opstelling PEC Zwolle: |  |
| 27 februari 1972 Aanvangstijd: --:-- uur Plaats: Zwolle Oosterenkstadion Toeschouwers: 3.000 Scheidsrechter: Rien Barmentlo                  | Henk Liotart 24' Jan Hoogendoorn 59' Jan Hoogendoorn 80' Jan Hoogendoorn 83'                                                                                   |               | 19' Slobodan Dutina                                           | |  |
| 26e speelronde | PEC Zwolle | 3 – 1 (2 – 1) | Wageningen                                                    | Opstelling PEC Zwolle: |  |
| 5 maart 1972 Aanvangstijd: --:-- uur Plaats: Zwolle Oosterenkstadion Toeschouwers: 4.500 Scheidsrechter: Henk Geurens                        | Jan Rorije 13' Jan Hoogendoorn 38' Jan Hoogendoorn 62' |               | 33' Gerdo Hazelhekke                                          | |  |
| 27e speelronde | PEC Zwolle | 1 – 2 (1 – 1) | Heerenveen                                                    | Opstelling PEC Zwolle: |  |
| 12 maart 1972 Aanvangstijd: --:-- uur Plaats: Zwolle Oosterenkstadion Toeschouwers: 6.500 Scheidsrechter: Ben Hoppenbrouwer                  | Puck van der Horst 14' |               | 24' (pen) Teun Kist 87' Thomas Haan                           | |  |
| 28e speelronde | De Volewijckers | 1 – 0 (0 – 0) | PEC Zwolle                                                    | Opstelling PEC Zwolle: |  |
| 19 maart 1972 Aanvangstijd: --:-- uur Plaats: Amsterdam Sportpark Mosveld Toeschouwers: 3.000 Scheidsrechter: Henk Weerink                   | Arnold van Haren 47' |               |                                                               | |  |
| 29e speelronde | PEC Zwolle | 0 – 1 (0 – 0) | De Graafschap                                                 | Opstelling PEC Zwolle: |  |
| 26 maart 1972 Aanvangstijd: --:-- uur Plaats: Zwolle Oosterenkstadion Toeschouwers: 3.000 Scheidsrechter: Eddy van Eijck                     | |               | 63' Theo van Londen                                           | |  |
| 30e speelronde | Heracles | 1 – 2 (1 – 1) | PEC Zwolle                                                    | Opstelling PEC Zwolle: |  |
| 3 april 1972 Aanvangstijd: --:-- uur Plaats: Almelo Gemeentelijk Sportpark Bornsestraat Toeschouwers: 1.000 Scheidsrechter: Frans Derks      | Joop Leidekker 45' |               | 21' Jan Rorije 79' Fons Stoffels                              | |  |
| 31e speelronde | PEC Zwolle | 3 – 2 (1 – 0) | Willem II                                                     | Opstelling PEC Zwolle: |  |
| 9 april 1972 Aanvangstijd: --:-- uur Plaats: Zwolle Oosterenkstadion Toeschouwers: 3.500 Scheidsrechter: Schuurman                           | Herman Heskamp 32' Lody Kragt (pen) 61' Jan Rorije 85' |               | 48' Johan Havermans 63' Louis de Puyt                         | |  |
| 32e speelronde | Veendam | 1 – 2 (0 – 0) | PEC Zwolle                                                    | Opstelling PEC Zwolle: |  |
| 16 april 1972 Aanvangstijd: --:-- uur Plaats: Veendam De Langeleegte Toeschouwers: 3.000 Scheidsrechter: Cees de Bruin                       | Jetze Pascal 86' |               | 65' Lody Kragt 80' Jan Hoogendoorn                            | |  |
| 33e speelronde | PEC Zwolle | 4 – 1 (3 – 0) | Helmond Sport                                                 | Opstelling PEC Zwolle: |  |
| 30 april 1972 Aanvangstijd: --:-- uur Plaats: Zwolle Oosterenkstadion Toeschouwers: 2.500 Scheidsrechter: Henk Geurens                       | Henk Liotart 6' Henk Liotart 14' Fons Stoffels 38' Jan Rorije 55'                                                                                              |               | 54' Jos Manders                                               | |  |
| 34e speelronde | Fortuna Vlaardingen | 1 – 3 (0 – 1) | PEC Zwolle                                                    | Opstelling PEC Zwolle: |  |
| 7 mei 1972 Aanvangstijd: --:-- uur Plaats: Vlaardingen Floreslaan Toeschouwers: 1.500 Scheidsrechter: Eddy van Eijck                         | Arie Riedijk 52' |               | 6' Herman Heskamp 81' Henk Liotart 89' (pen) Henk Liotart     | |  |
| 35e speelronde | HVC | 1 – 1 (0 – 1) | PEC Zwolle                                                    | Opstelling PEC Zwolle: |  |
| 11 mei 1972 Aanvangstijd: --:-- uur Plaats: Amersfoort Sportpark Birkhoven Toeschouwers: 1.200 Scheidsrechter: Tjeerd Elsinga                | Joop van Maurik 70' |               | 25' Herman Heskamp                                            | |  |
| 36e speelronde | PEC Zwolle | 5 – 1 (1 – 0) | Eindhoven                                                     | Opstelling PEC Zwolle: |  |
| 14 mei 1972 Aanvangstijd: --:-- uur Plaats: Zwolle Oosterenkstadion Toeschouwers: 2.500 Scheidsrechter: Joop Vervoort                        | Puck van der Horst 5' Puck van der Horst 53' Henk Liotart (pen) 74' Henk Liotart 76' Pepe Fernandez 85'                                                        |               | 89' (pen) Wim van Kessel                                      | |  |
| 37e speelronde | Fortuna SC | 9 – 0 (1 – 0) | PEC Zwolle                                                    | Opstelling PEC Zwolle: |  |
| 22 mei 1972 Aanvangstijd: --:-- uur Plaats: Sittard De Baandert Toeschouwers: 1.400 Scheidsrechter: Henk Klopper                             | Ben Pijpers 27' Jo Geyselaers (pen) 49' Wim Bohnen 52' Jo Geyselaers 65' Chris Jansen 67' Herman Jacobs 69' Chris Jansen 72' Jo Geyselaers 75' Ben Pijpers 88' |               |                                                               | |  |
| 38e speelronde | PEC Zwolle | 1 – 1 (1 – 0) | SC Cambuur                                                    | Opstelling PEC Zwolle: |  |
| 28 mei 1972 Aanvangstijd: --:-- uur Plaats: Zwolle Oosterenkstadion Toeschouwers: 1.500 Scheidsrechter: Tjeerd Elsinga                       | Herman Heskamp 44' |               | 88' Johan Zuidema                                             | |  |
| 39e speelronde | Blauw Wit | 0 – 1 (0 – 1) | PEC Zwolle                                                    | Opstelling PEC Zwolle: |  |
| 4 juni 1972 Aanvangstijd: --:-- uur Plaats: Amsterdam Sportpark Sloten Toeschouwers: 1.000 Scheidsrechter: Schuurmans                        | |               | 35' Herman Heskamp                                            | |  |
| 40e speelronde | PEC Zwolle | 2 – 1 (1 – 1) | DFC                                                           | Opstelling PEC Zwolle: |  |
| 11 juni 1972 Aanvangstijd: --:-- uur Plaats: Zwolle Oosterenkstadion Toeschouwers: 1.500 Scheidsrechter: Regtop                              | Herman Heskamp 33' Bertus van Effrink 88' |               | 18' Frans Struis                                              | |  |

### KNVB beker
| 1e ronde | Ajax | 8 – 3 (3 – 1) | PEC Zwolle                                            | Opstelling PEC Zwolle: |
| 9 januari 1972 Aanvangstijd: --:-- uur Plaats: Amsterdam Stadion De Meer Toeschouwers: 9.500 Scheidsrechter: Janus Aalbrecht | Gerrie Mühren (pen) 25' Jan Rorije (e.d.) 28' Sjaak Swart 37' Johan Cruijff 59' Johan Cruijff 67' Piet Keizer 70' Johan Neeskens 75' Sjaak Swart 85' |               | 36' Jan Hoogendoorn 52' Klaas Drost 64' Fons Stoffels |                        |

## Selectie en technische staf

### Selectie 1971/72
| Nr.           | Nat.               | Naam               | Competitie | Competitie | Beker      | Beker      | Totaal     | Totaal     | Seizoen    | Vorige club         | Debuut     |            |            |            |
| Nr.           | Nat.               | Naam               | W          |            | W          |            | W          |            | Seizoen    | Vorige club         | Debuut     |            |            |            |
| Doelmannen    | Doelmannen         | Doelmannen         | Doelmannen | Doelmannen | Doelmannen | Doelmannen | Doelmannen | Doelmannen | Doelmannen | Doelmannen          | Doelmannen | Doelmannen | Doelmannen | Doelmannen |
| ------------- | ------------------ | ------------------ | ---------- | ---------- | ---------- | ---------- | ---------- | ---------- | ---------- | ------------------- | ---------- | ---------- | ---------- | ---------- |
| -             | Vlag van Nederland | Jan Lieftink       | –          | 0          | 0          | 0          | –          | 0          | 3e         | KHC (ama)           | –          |            |            |            |
| -             | Vlag van Nederland | Henk Post          | –          | 0          | 0          | 0          | –          | 0          | 3e         | Zwolsche Boys       | –          |            |            |            |
| Verdedigers   |                    |                    |            |            |            |            |            |            |            |                     |            |            |            |            |
| -             | Vlag van Nederland | Arno van den Bosch | –          | 0          | 1          | 0          | –          | 0          | 2e         | Onbekend            | –          |            |            |            |
| -             | Vlag van Nederland | Klaas Drost        | –          | 0          | 1          | 1          | 1          | 1          | 2e         | Jeugd               | –          |            |            |            |
| -             | Vlag van Nederland | Bertus van Effrink | –          | 2          | 1          | 0          | –          | 2          | 1e         | De Zuidvogels (ama) | –          |            |            |            |
| -             | Vlag van Nederland | Ben Hendriks       | -          | 0          | 1          | 0          | -          | 0          | 8e         | Zwolsche Boys       | -          |            |            |            |
| -             | Vlag van Nederland | Puck van der Horst | –          | 5          | 0          | 0          | –          | 5          | 7e         | Vitesse             | –          |            |            |            |
| -             | Vlag van Nederland | Ben Schubert       | –          | 0          | 1          | 0          | –          | 0          | 1e         | Huizen (ama)        | –          |            |            |            |
| -             | Vlag van Nederland | Ben Spanhaak       | –          | 1          | 1          | 0          | –          | 1          | 6e         | Jeugd               | –          |            |            |            |
| -             | Vlag van Nederland | Jan de Vries       | –          | 0          | 0          | 0          | –          | 0          | 3e         | Zwolsche Boys       | –          |            |            |            |
| Middenvelders |                    |                    |            |            |            |            |            |            |            |                     |            |            |            |            |
| -             | Vlag van Nederland | Bisschop           | –          | 0          | 0          | 0          | –          | 0          | –          | Onbekend            | –          |            |            |            |
| -             | Vlag van Nederland | Folly van Dam      | –          | 0          | 0          | 0          | –          | 0          | 5e         | Zwolsche Boys       | –          |            |            |            |
| -             | Vlag van Nederland | Gerrit Dekker      | –          | 0          | 0          | 0          | –          | 0          | 4e         | Onbekend            | –          |            |            |            |
| -             | Vlag van Nederland | Freek Schutten     | –          | 0          | 0          | 0          | –          | 0          | 3e         | Zwolsche Boys       | –          |            |            |            |
| -             | Vlag van Nederland | Henk Liotart       | –          | 12         | 1          | 0          | –          | 12         | 3e         | Dallas Tornado      | –          |            |            |            |
| Aanvallers    |                    |                    |            |            |            |            |            |            |            |                     |            |            |            |            |
| -             | Vlag van Uruguay   | Pepe Fernandez     | –          | 3          | 0          | 0          | –          | 3          | 3e         | Kansas City Spurs   | –          |            |            |            |
| -             | Vlag van Nederland | Herman Heskamp     | –          | 9          | 0          | 0          | –          | 9          | 3e         | FC Twente '65       | –          |            |            |            |
| -             | Vlag van Nederland | Jan Hoogendoorn    | –          | 8          | 1          | 1          | 1          | 9          | 1e         | WHC (ama)           | –          |            |            |            |
| -             | Vlag van Nederland | Lody Kragt         | –          | 5          | 1          | 0          | –          | 5          | 4e         | Emmeloord (ama)     | –          |            |            |            |
| -             | Vlag van Nederland | Jan Rorije         | –          | 7          | 0          | 0          | –          | 7          | 3e         | Wageningen          | –          |            |            |            |
| -             | Vlag van Nederland | Fons Stoffels      | –          | 6          | 1          | 1          | 1          | 7          | 3e         | Kansas City Spurs   | –          |            |            |            |
| Nr.           | Nat.               | Naam               | W          |            | W          |            | W          |            | Seizoen    | Vorige club         | Debuut     |            |            |            |
| Nr.           | Nat.               | Naam               | Competitie | Competitie | Beker      | Beker      | Totaal     | Totaal     | Seizoen    | Vorige club         | Debuut     |            |            |            |

### Technische staf
| Naam         | Functie      |
| ------------ | ------------ |
| Lászlo Zalai | Hoofdtrainer |

## Statistieken PEC Zwolle 1971/1972

### Eindstand PEC Zwolle in de Nederlandse Eerste divisie 1971 / 1972
| Stand | Gespeeld | Gewonnen | Gelijk | Verloren | Punten | Doelpunten voor | Doelpunten tegen |
| ----- | -------- | -------- | ------ | -------- | ------ | --------------- | ---------------- |
| 7e    | 40       | 17       | 9      | 14       | 43     | 58              | 56               |

### Topscorers
| #      | Naam               | Goal |
| ------ | ------------------ | ---- |
| 1.     | Henk Liotart       | 12   |
| 2.     | Herman Heskamp     | 9    |
| 3.     | Jan Hoogendoorn    | 8    |
| 4.     | Jan Rorije         | 7    |
| 5.     | Fons Stoffels      | 6    |
| 6.     | Puck van der Horst | 5    |
| 6.     | Lody Kragt         | 5    |
| 8.     | Pepe Fernandez     | 3    |
| 9.     | Bertus van Effrink | 2    |
| 10.    | Ben Spanhaak       | 1    |
| Totaal | Totaal             | 58   |

| #      | Naam            | Goal |
| ------ | --------------- | ---- |
| 1.     | Klaas Drost     | 1    |
| 1.     | Jan Hoogendoorn | 1    |
| 1.     | Fons Stoffels   | 1    |
| Totaal | Totaal          | 3    |

### Punten per speelronde
| Speelronde | 1 | 2 | 3 | 4 | 5 | 6 | 7 | 8 | 9 | 10 | 11 | 12 | 13 | 14 | 15 | 16 | 17 | 18 | 19 | 20 | 21 | 22 | 23 | 24 | 25 | 26 | 27 | 28 | 29 | 30 | 31 | 32 | 33 | 34 | 35 | 36 | 37 | 38 | 39 | 40 |
| ---------- | - | - | - | - | - | - | - | - | - | -- | -- | -- | -- | -- | -- | -- | -- | -- | -- | -- | -- | -- | -- | -- | -- | -- | -- | -- | -- | -- | -- | -- | -- | -- | -- | -- | -- | -- | -- | -- |
| Punten     | 0 | 1 | 1 | 0 | 0 | 0 | 2 | 1 | 1 | 2  | 0  | 0  | 1  | 0  | 2  | 2  | 1  | 2  | 2  | 0  | 1  | 0  | 2  | 0  | 2  | 2  | 2  | 0  | 0  | 0  | 2  | 2  | 2  | 2  | 1  | 2  | 0  | 1  | 2  | 2  |

### Punten na speelronde
| Speelronde | 1 | 2 | 3 | 4 | 5 | 6 | 7 | 8 | 9 | 10 | 11 | 12 | 13 | 14 | 15 | 16 | 17 | 18 | 19 | 20 | 21 | 22 | 23 | 24 | 25 | 26 | 27 | 28 | 29 | 30 | 31 | 32 | 33 | 34 | 35 | 36 | 37 | 38 | 39 | 40 |
| ---------- | - | - | - | - | - | - | - | - | - | -- | -- | -- | -- | -- | -- | -- | -- | -- | -- | -- | -- | -- | -- | -- | -- | -- | -- | -- | -- | -- | -- | -- | -- | -- | -- | -- | -- | -- | -- | -- |
| Punten     | 0 | 1 | 2 | 2 | 2 | 2 | 4 | 5 | 6 | 8  | 8  | 8  | 9  | 9  | 11 | 13 | 14 | 16 | 18 | 18 | 19 | 19 | 21 | 21 | 23 | 25 | 27 | 27 | 27 | 27 | 29 | 31 | 33 | 35 | 36 | 38 | 38 | 39 | 41 | 43 |

### Stand na speelronde
| Speelronde | 1   | 2   | 3   | 4   | 5   | 6   | 7   | 8   | 9   | 10  | 11  | 12  | 13  | 14  | 15  | 16  | 17  | 18  | 19  | 20  | 21  | 22  | 23  | 24  | 25  | 26  | 27 | 28  | 29  | 30  | 31 | 32 | 33 | 34 | 35 | 36 | 37  | 38 | 39 | 40 |
| ---------- | --- | --- | --- | --- | --- | --- | --- | --- | --- | --- | --- | --- | --- | --- | --- | --- | --- | --- | --- | --- | --- | --- | --- | --- | --- | --- | -- | --- | --- | --- | -- | -- | -- | -- | -- | -- | --- | -- | -- | -- |
| Stand      | 20e | 17e | 15e | 18e | 19e | 20e | 19e | 19e | 19e | 18e | 18e | 19e | 19e | 19e | 18e | 16e | 15e | 12e | 11e | 10e | 12e | 15e | 12e | 12e | 11e | 10e | 9e | 10e | 10e | 10e | 9e | 9e | 8e | 9e | 9e | 9e | 10e | 9e | 8e | 7e |

### Doelpunten per speelronde
| Speelronde | 1 | 2 | 3 | 4 | 5 | 6 | 7 | 8 | 9 | 10 | 11 | 12 | 13 | 14 | 15 | 16 | 17 | 18 | 19 | 20 | 21 | 22 | 23 | 24 | 25 | 26 | 27 | 28 | 29 | 30 | 31 | 32 | 33 | 34 | 35 | 36 | 37 | 38 | 39 | 40 | Totaal |
| ---------- | - | - | - | - | - | - | - | - | - | -- | -- | -- | -- | -- | -- | -- | -- | -- | -- | -- | -- | -- | -- | -- | -- | -- | -- | -- | -- | -- | -- | -- | -- | -- | -- | -- | -- | -- | -- | -- | ------ |
| Doelpunten | 0 | 3 | 0 | 1 | 0 | 1 | 3 | 2 | 1 | 4  | 0  | 0  | 0  | 0  | 2  | 2  | 1  | 1  | 2  | 0  | 1  | 0  | 2  | 0  | 4  | 3  | 3  | 1  | 0  | 0  | 4  | 2  | 2  | 3  | 1  | 5  | 0  | 1  | 1  | 2  | 58     |